# Surgical Clinics of North America
Surgical Clinics of North America, abgekürzt Surg. Clin. North Am., ist eine wissenschaftliche Fachzeitschrift, die vom Elsevier-Verlag veröffentlicht wird. Die Zeitschrift erscheint mit sechs Ausgaben im Jahr. Es werden Übersichtsarbeiten veröffentlicht, wobei jede Ausgabe ein bestimmtes chirurgisches Thema darstellt.
Der Impact Factor lag im Jahr 2014 bei 1,879. Nach der Statistik des ISI Web of Knowledge wird das Journal mit diesem Impact Factor in der Kategorie Chirurgie an 81. Stelle von 198 Zeitschriften geführt.